# بالاولیک
بالاولیک ، روستایی است از توابع بخش بندپی غربی شهرستان بابل در استان مازندران ایران.

## جمعیت
این روستا در دهستان خوش‌رود قرار دارد و براساس سرشماری مرکز آمار ایران در سال ۱۳۸۵، جمعیت آن ۱۴۲ نفر (۳۸خانوار) بوده‌است.